# Israëlisch luchtverdedigingscommando
Het Israëlische Luchtverdedigingscommando (Hebreeuws: מערך ההגנה האווירית) is een onderdeel van de Israëlische luchtmacht die verantwoordelijk is voor de Israëlische luchtverdediging, als aanvulling op de luchtverdediging die wordt geboden door jagersquadrons. Aanvankelijk onderdeel van het IDF Artillerie Korps, het Israëlische luchtverdedigingscommando is het sinds 1970 ondergeschikt aan de Israëlische luchtmacht. Het commando beheert het Israëlische IJzeren Koepel systeem.

## Geschiedenis
Tijdens de Arabisch-Israëlische Oorlog van 1948 maakte het luchtverdedigingscommando deel uit van het Artillerie Korps, voornamelijk afhankelijk van machinegeweren. In de jaren zestig werden 40 mm radargeleide luchtafweerkanonnen geïntroduceerd en in 1965 MIM-23 Hawk grond-luchtraketten. Deze laatste werden geëxploiteerd door grond-lucht-eenheden van de luchtmacht. In de jaren zeventig werd het hele luchtverdedigingscommando samengevoegd met de luchtmacht.
Het Luchtverdedigingscommando exploiteerde veel door de Verenigde Staten ontwikkelde korteafstandssystemen, zoals de MIM-23 Hawk, de MIM-72 Chaparral en M163 VADS ("Hovet"). luchtverdedigingscommando scoorde wereldpremière onderscheppingen met de meeste van deze systemen, voornamelijk tegen de Syrische luchtmacht.

## Arsenaal
| Wapen             | Foto                              | In dienst stelling |
| ----------------- | --------------------------------- | ------------------ |
| MIM-104 Patriot   | MIM-104 Patriot                   | 1991               |
| Arrow 3 Raket     |                                   | 1994               |
| Slinger van David | Slinger van David lancering       | April 2017         |
| IJzeren Koepel    | IJzeren koepel luchtafweer sectie | 2011               |

## Inzet
In 1991 werd een Nederlandse Patriot eenheid op missie gestuurd naar Israël. Zij beveiligden Israëlisch grondgebied tegen Iraakse aanvallen met Scud-raketten. Ze werden ingezet door een vraag van het Israëlische luchtverdedigingscommando maar de bediening van de Patriots was in hadden van het Defensie Grondgebonden Luchtverdedigingscommando van de Landmacht.
Vanwege de toenemende raketdreiging vanuit de Gazastrook werd het door Israël ontwikkelde IJzeren koepel C-RAM-systeem in 2011 operationeel. In 2011 scoorde het systeem zijn eerste onderschepping en onderschepte het sindsdien honderden korte- en middellangeafstandsraketten, afgevuurd door Hamas van de Gazastrook, die wereldwijd bekendheid geniet vanwege de effectiviteit en het succes ervan.
Op 23 september 2014 werd een Su-24 van de Syrische luchtmacht neergeschoten door een IAF MIM-104 Patriot Luchtdoelraketbatterij, na naar verluidt de Syrisch-Israëlische staakt-het-vurenlijn te hebben overschreden tijdens een grondaanvalsmissie tegen Syrische oppositietroepen. Dit was het eerste operationele neergeschoten bemande vliegtuig voor de Patriot. Enkele maanden eerder schoten Israëlische Patriot-batterijen twee Hamas-drones neer.